# Besòs Mar (métro de Barcelone)
Besòs Mar est une station de la ligne 4 du métro de Barcelone.

## Situation sur le réseau
La station est située sous la rue Alphonse-le-Magnanime (carrer d'Alfons el Magnànim), sur le territoire de la commune de Barcelone, dans l'arrondissement de Sant Martí. Elle s'intercale entre El Maresme | Fòrum et Besòs.

## Histoire
La station est ouverte au public le 15 octobre 1982, lors de la mise en service du prolongement entre Selva de Mar et La Pau, sous le nom de Mina. Elle prend son nom actuel le 22 avril 1985.

## Services aux voyageurs

### Accès et accueil
La station dispose de deux voies et deux quais latéraux.